# Antriol
Antriol est un petit village de Bonaire situé au nord de la capitale Kralendijk.

## Patrimoine
- L'église Notre-Dame-de-Coromoto, consacrée en l'honneur de Notre-Dame de Coromoto.